# علي جاسمي
علي جاسمي (مواليد 19 أبريل 1991) هو لاعب كرة قدم قطري يلعب حالياً مع نادي الريان في دوري نجوم قطر .
لعب سابقاً مع أندية الريان والعربي و الأهلي وعاد إلى العربي في عام 2015 و إنتقل إلى نادي قطر عام 2017 و انتقل إلى نادي الدحيل في عام 2019 و انتقل إلى نادي السيلية مطلع عام 2020 و لعب بعدها مع نادي الريان ونادي المرخية.

## روابط خارجية
- علي جاسمي على موقع قاعدة بيانات كرة القدم.إي يو (الإنجليزية)
- علي جاسمي على موقع Soccerway.com (الإنجليزية)
- علي جاسمي على موقع عالم كرة القدم.نت (الإنجليزية)